# Walter Hallstein

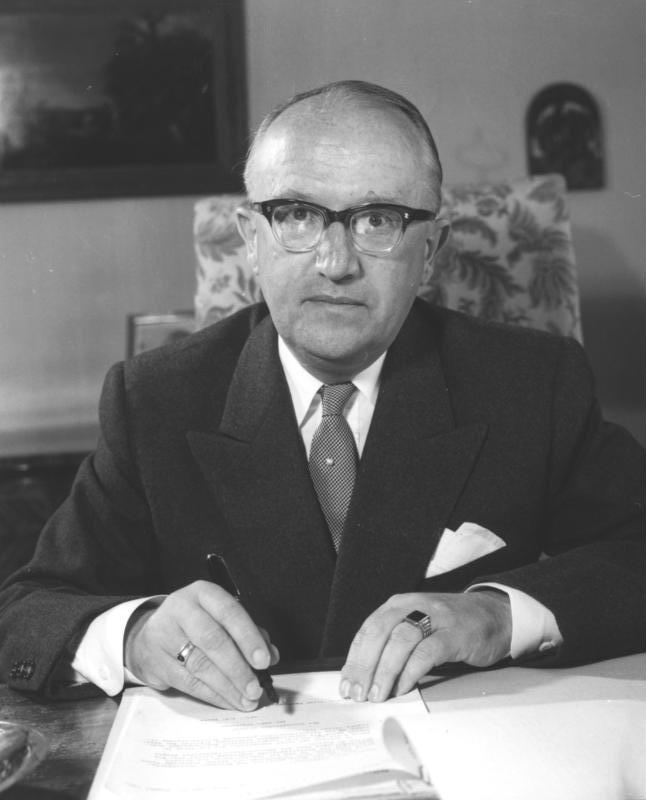
Walter Hallstein, 1957

Walter Peter Hallstein (* 17. November 1901 in Mainz; † 29. März 1982 in Stuttgart) war ein deutscher Jurist, Hochschullehrer und Politiker (CDU). Er war von 1951 bis 1958 Staatssekretär im Auswärtigen Amt und anschließend bis 1967 der erste Vorsitzende der Kommission der Europäischen Wirtschaftsgemeinschaft, einem Vorgänger der EU. Sein Name ist mit der Hallstein-Doktrin verbunden, welche Beziehungen mit der DDR als unfreundlichen Akt gegen die BRD bestimmte.

## Leben und Wirken

### Kindheit, Jugend und Kriegsjahre
Als jüngster von zwei Söhnen des Regierungsbaurats Jakob Hallstein und dessen Frau Anna, geb. Geibel, in Mainz geboren, besuchte Hallstein das humanistische Rabanus-Maurus-Gymnasium. Nach dem Abitur studierte er Rechts- und Staatswissenschaften in Bonn, München und Berlin. 1925 wurde er an der Universität Berlin zunächst Assistent von Martin Wolff und im selben Jahr mit einer juristischen Dissertation über den Lebensversicherungsvertrag im Versailler Vertrag promoviert. 1927 arbeitete er als Referent am Kaiser-Wilhelm-Institut für ausländisches und internationales Privatrecht. 1929 folgten die Habilitation mit einer Arbeit über das Aktienrecht und die Tätigkeit als Privatdozent an der Berliner Universität.
Von 1930 bis 1941 war Hallstein ordentlicher Professor für Privat- und Gesellschaftsrecht an der Universität Rostock. Im Einzelnen lehrte er Bürgerliches Recht, Handels-, See- und Wirtschaftsrecht, Arbeitsrecht, Bauernrecht, Internationales Privatrecht sowie Mecklenburgisches Landesrecht an der Rechts- und Wirtschaftswissenschaftlichen Fakultät, die in der SBZ bis 1948 bestand. Der hallesche Universitätsprofessor Gerhard Reintanz hatte sich u. a. auf Seerecht spezialisiert und führte Praktiker auf diesem Gebiet in der DDR zur Promotion, „weil die Rostocker Universität keine Juristenfakultät mehr besaß.“
Hallstein war Mitglied des NS-Rechtswahrerbundes, des NS-Lehrerbundes, der Nationalsozialistischen Volkswohlfahrt, des NS-Luftschutzbundes und des NS-Dozentenbundes. 1941 war er Professor für Rechtsvergleichung, Gesellschafts- und Internationales Wirtschaftsrecht an der Universität Frankfurt. Mitglied in der NSDAP oder der SA wurde Hallstein nicht. Als er Professor an der Universität Frankfurt am Main werden sollte, gab es dagegen aufgrund früherer Vorfälle Widerstand vonseiten der NSDAP. Die wissenschaftliche Leitung der Universität setzte seine Einstellung dennoch durch. Seine Personalpolitik war jedoch dem Regime nicht genehm.
1935 versuchte Hallstein, eine militärische Karriere neben seiner akademischen Tätigkeit zu beginnen. 1936 war er erfolgreich und leistete einen freiwilligen Wehrdienst bei einem Artillerieregiment in Güstrow. Bis 1939 nahm er an mehreren militärischen Ausbildungslehrgängen teil. 1942 wurde Hallstein als Reserveoffizier zur Wehrmacht eingezogen und diente im Artillerie-Regiment 1709 (709. Infanterie-Division) in Nordfrankreich.
Anfang 1944 meldete die Universität Frankfurt am Main ihn dem NS-Dozentenbund als NS-Führungsoffizier. Im Juli 1944 kam er während der Kämpfe um Cherbourg in US-amerikanische Kriegsgefangenschaft. Im Kriegsgefangenenlager Camp Como im US-Bundesstaat Mississippi wirkte Hallstein an der Einrichtung einer Lageruniversität zur Weiterbildung mit.
Bereits im November 1945 kehrte Hallstein aus der Kriegsgefangenschaft zurück und setzte sich unverzüglich für die Wiedereröffnung der Frankfurter Universität ein. Er wurde nicht nur am 1. Februar 1946 Dozent an der wiedereröffneten Hochschule, sondern im April 1946 auch deren erster freigewählter Nachkriegsrektor. Dieses Amt hatte er bis 1948 inne. Zudem war Hallstein Vorsitzender der Süddeutschen Rektorenkonferenz und Leiter des Gründungsausschusses der Hochschule für Politik in Frankfurt am Main. Einen Tag vor seinem Amtsantritt an der Frankfurter Universität lehnte er das Angebot Ludwig Erhards ab, einen leitenden Posten im bayerischen Wirtschaftsministerium zu übernehmen. Hallsteins Verhalten als Rektor der Universität Frankfurt gegenüber dem Honorarprofessor Hermann Brill führte zur Bildung eines Untersuchungsausschusses des Hessischen Landtags (Darstellung unter Hermann Brill#Professor in Frankfurt am Main und Speyer; der „Fall Brill“).
1948 erhielt Hallstein den Ruf auf eine Gastprofessur an der Georgetown University in Washington, D.C.

### Bundesrepublik Deutschland
Mit seiner Rückkehr nach Deutschland begann Hallstein sich intensiv für die Einbindung der Bundesrepublik Deutschland in internationale Organisationen und die westliche Staatengemeinschaft einzusetzen. Im Januar 1950 gründete er in Bad Soden eine Organisation, die gezielt auf die Aufnahme der Bundesrepublik Deutschland in die UNESCO hinarbeitete. Am 4. Juni desselben Jahres wurde in Paris erstmals über den westdeutschen UNESCO-Beitritt verhandelt. Bei der kontroversen Debatte, in der die Ostblock-Abgeordneten den Saal verließen, war Hallstein der Anführer der westdeutschen Delegation. Wenige Wochen später wurde Hallstein von Bundeskanzler Konrad Adenauer zum Leiter der bundesdeutschen Delegation bei der Pariser Konferenz für die Gründung der Europäischen Gemeinschaft für Kohle und Stahl (EGKS) berufen. Vor allem das Bundesministerium für Wirtschaft kritisierte diese Entscheidung, da man Hallstein als Juristen nicht für kompetent für die wirtschaftspolitischen Verhandlungen hielt. Hallstein wurde dennoch zum engen Vertrauten Adenauers und gestaltete dessen Außenpolitik wesentlich mit. Am 28. August 1950 ernannte Adenauer Hallstein zum Staatssekretär im Bundeskanzleramt.
Ende 1950 begannen Diskussionen über das im September von den Westmächten genehmigte Bundesaußenministerium. In dieser Zeit versuchte die FDP, Hallstein zum Parteibeitritt zu bewegen, vermutlich mit dem Ziel, ihn dann zum Bundesaußenminister zu machen. Der Staatssekretär lehnte eine politische Bindung zunächst aber ab und trat erst 1953 in die CDU ein. Bereits 1951 wurde er unter Adenauer, der selbst das Amt des Bundesministers des Auswärtigen übernommen hatte, Staatssekretär des Auswärtigen Amts. Diese Funktion hatte er bis 1958 inne. Wegen seiner zahlreichen Aufgaben als Staatssekretär und Leiter von verschiedenen Verhandlungsdelegationen (neben der Vorbereitung der EGKS auch die der Europäischen Verteidigungsgemeinschaft [EVG] und der Wiedergutmachung mit Israel) wurde Hallstein in dieser Zeit mehrfach kritisiert, weil er diese vielfältigen Aufgaben alleine nicht zufriedenstellend bewältigen könne.
Am 19. Oktober 1954 nahm Hallstein mit Bundeskanzler Adenauer (CDU) an der ersten deutsch-französischen Konferenz in Paris teil. Die „Hallstein-Doktrin“, nach der die Aufnahme diplomatischer Beziehungen zur Deutschen Demokratischen Republik (DDR) durch Drittstaaten als „unfreundlicher Akt“ gegenüber der Bundesrepublik betrachtet werden müsse und die die bundesdeutsche Außenpolitik in den späten 1950er und frühen 1960er Jahren bestimmte, wurde ab 1954 maßgeblich von Hallstein erarbeitet; formuliert wurde sie allerdings am 23. September 1955 von Wilhelm Grewe, dem Leiter der politischen Abteilung im Auswärtigen Amt. Hallstein selbst nahm 1955 an der Konferenz von Messina teil, die wichtige Weichen für die wirtschaftliche Integration der europäischen Länder stellte. Den Ende 1957 in Kraft getretenen EWG-Vertrag, der die Ergebnisse der Konferenz festschrieb, entwarf Hallstein maßgeblich mit.

### Europa seit 1958

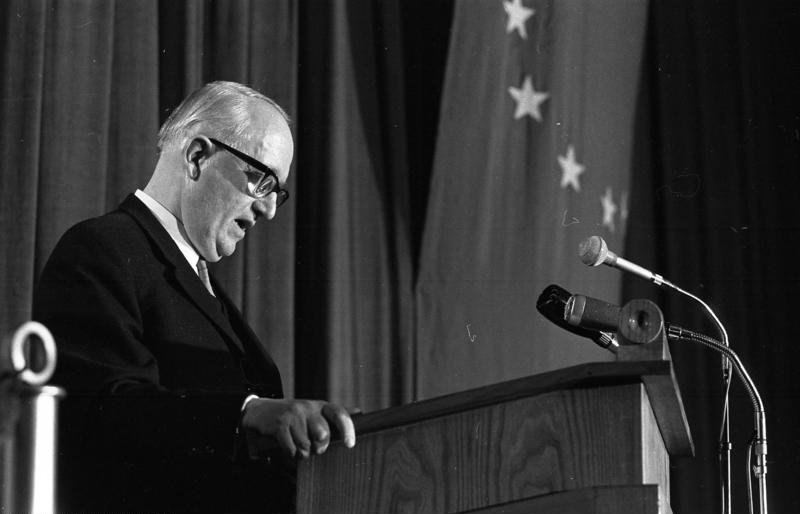
Hallstein bei der Verleihung des Robert-Schuman-Preises

Hallstein wurde am 7. Januar 1958 auf einer Außenministerkonferenz in Paris zum Präsidenten der ersten Kommission der entstandenen EWG gewählt. Noch im selben Jahr wurde er vor allem von britischer und skandinavischer Seite scharf kritisiert, weil er zu den entschiedensten Gegnern der letztlich gescheiterten Pläne für eine europäische Freihandelszone mit vielen Mitgliedern zählte und im Gegensatz dazu auf eine wirtschaftlich und politisch stark integrierte, dafür aber kleine Gruppe europäischer Staaten setzte. Ende 1959 veröffentlichte er den Hallstein-Plan, der einen stärkeren gemeinsamen Markt der EWG-Länder bei gleichzeitiger Liberalisierung des Außenhandels vorsah. In den folgenden Jahren kam es zu Verhandlungen über dieses Projekt, das Anfang 1962 nach zähen Diskussionen vor allem über die Agrarpolitik umgesetzt wurde.
Als erster Kommissionspräsident baute Hallstein die Brüsseler Verwaltung der EWG zielstrebig auf und stellte jedes Jahr Tausende Beamte ein. Dabei sah er die wirtschaftliche Einigung Europas nur als ersten Schritt hin zu einer politischen Einigung und drängte deshalb auch auf einen Ausbau der Befugnisse des Europäischen Parlaments. „Die oft geäußerte Kritik, er sei der Vater der demokratisch nicht legitimierten Brüsseler Beamtenbürokratie, trifft deshalb den Falschen“, urteilt der EU-Historiker Christoph Driessen.
Während seiner Amtszeit geriet Hallstein zunehmend in Konflikt mit dem französischen Präsidenten Charles de Gaulle, der supranationale Institutionen wie die Kommission und das Europäische Parlament ablehnte und Hallstein vorwarf, wie ein europäischer Regierungschef aufzutreten. Dieser Konflikt mündete 1965 in der Krise des leeren Stuhls, bei der de Gaulle aus Protest gegen die von Hallstein angestrebte Einführung von Mehrheitsentscheidungen im europäischen Ministerrat alle Treffen mit den europäischen Partnern boykottierte. Die Krise wurde 1966 mit dem Luxemburger Kompromiss beigelegt, der vorsah, dass Fragen von nationaler Bedeutung nur einstimmig entschieden werden konnten. Dieser Beschluss bremste die Dynamik des europäischen Einigungsprozesses deutlich ab.

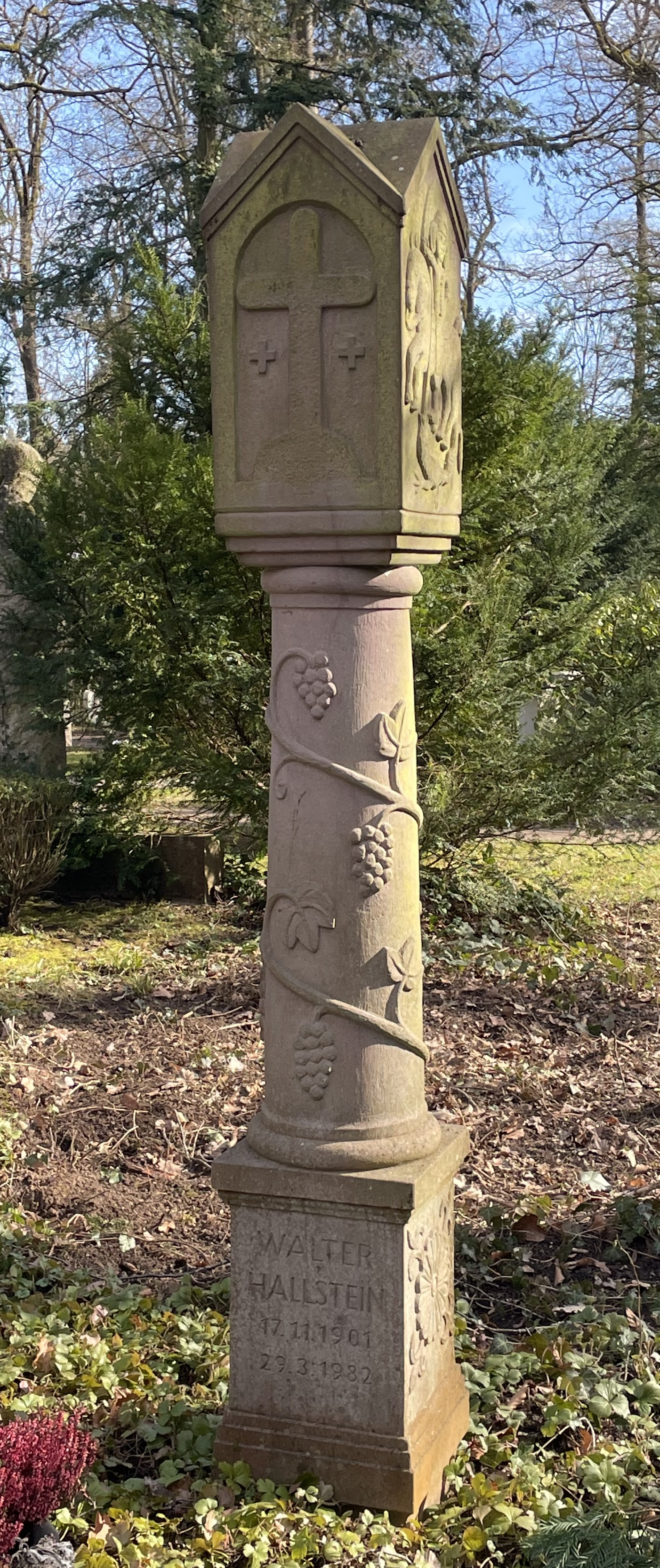
Grabmal von Walter Hallstein auf dem Waldfriedhof Stuttgart

Auf Druck Frankreichs kündigte Hallstein 1967 an, nicht für eine weitere Amtszeit kandidieren zu wollen. Er war dann von 1968 bis 1974 Vorsitzender der Internationalen Europäischen Bewegung (EMI). Vom 20. Oktober 1969 bis zum 22. September 1972 vertrat Hallstein als direkt gewählter CDU-Abgeordneter den Wahlkreis Neuwied im 6. Deutschen Bundestag. Die neue Ostpolitik von Bundeskanzler Willy Brandt interpretierte er als Wiederaufleben isolationistischer nationalstaatlicher Bestrebungen. Herbert Wehner (SPD) bezeichnete Hallstein daraufhin als „pensionierten Europäer“.
Hallstein verstarb am 29. März 1982 bei der befreundeten Familie Ritter in Stuttgart und wurde auf dem Waldfriedhof Stuttgart begraben. 

## Bewertung
Hallsteins Bedeutung liegt vor allem in seiner Amtszeit als erster europäischer Kommissionspräsident begründet. „Er war es, der aus dem Nichts eine europäische Verwaltung aufbaute und Politiker aus sechs unterschiedlichen Ländern zu einem funktionierenden Team zusammenschweißte“, urteilt der Historiker Christoph Driessen. Auf der Negativseite wird Hallstein von Kritikern der Vorwurf gemacht, er habe 1965 die Krise des leeren Stuhls provoziert und dadurch eine Stagnation des Einigungsprozesses verschuldet. „Dazu ist zu sagen, dass Hallsteins Initiative für de Gaulle eher der Auslöser als die eigentliche Ursache für seinen Angriff auf die Kommission war.“ Den Konflikt mit dem zu dieser Zeit mächtigsten Politiker in den Mitgliedsstaaten der EWG habe Hallstein dann letztlich nicht gewinnen können, so Driessen.

## Auszeichnungen

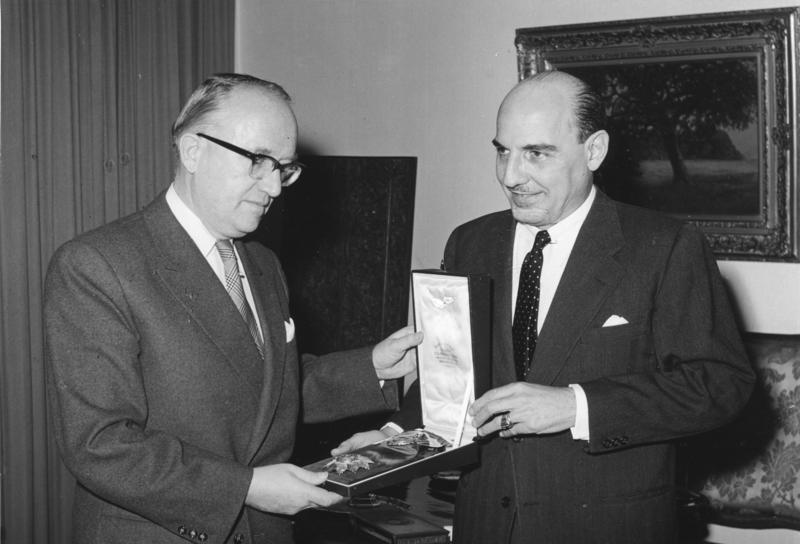
Übergabe des Ordens der Republik Kuba an Walter Hallstein (links)

- 1953: Großes Verdienstkreuz mit Stern und Schulterband der Bundesrepublik Deutschland
- 1953: Großkreuz des Verdienstordens der Italienischen Republik
- 1955: Großes Goldenes Ehrenzeichen am Bande für Verdienste um die Republik Österreich[20]
- 1955: Großkreuz des Falkenordens
- 1957: Orden der Republik Kuba
- 1961: Internationaler Karlspreis der Stadt Aachen
- 1962: Mitglied der American Academy of Arts and Sciences
- 1964: Ehrenmitgliedschaft der Amerikanischen Gesellschaft für internationales Recht
- 1965: Bayerischer Verdienstorden
- 1969: Robert-Schuman-Preis

## Wirkung
Von 2002 bis 2008 wurde alljährlich von der Johann Wolfgang Goethe-Universität Frankfurt am Main, der Stadt Frankfurt am Main und der Dresdner Bank der Walter-Hallstein-Preis an eine Persönlichkeit verliehen, die sich in besonderer Weise um die Europäische Integration verdient gemacht hat.

1997 wurde das Walter-Hallstein-Institut für Europäisches Verfassungsrecht an der Humboldt-Universität zu Berlin gegründet, geleitet durch die Gründungsdirektoren Michael Kloepfer und Ingolf Pernice.

## Schriften (Auswahl)
- Der unvollendete Bundesstaat. Europäische Erfahrungen und Erkenntnisse. Econ, Düsseldorf/Wien 1969, ISBN 3-430-13897-3.
- Die europäische Gemeinschaft. Econ, Düsseldorf/Wien 1973, ISBN 3-430-13898-1.
- Europäische Reden. DVA, Stuttgart 1979, ISBN 3-421-01894-4.